# Gran Teatre del Liceu

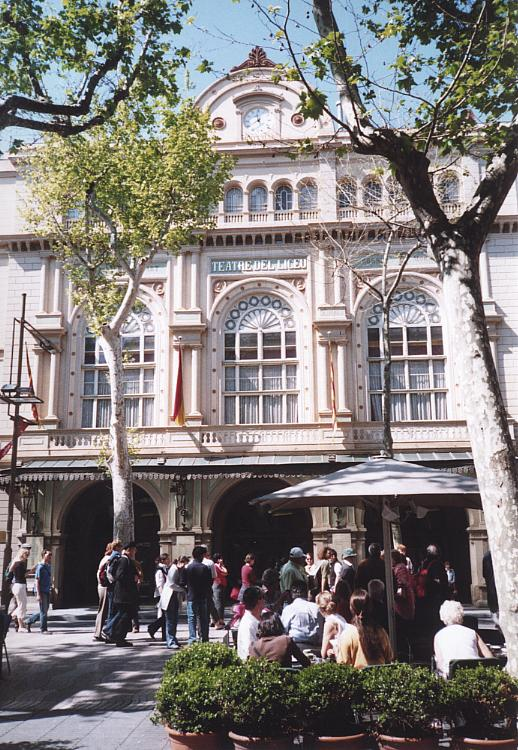
Außenansicht des Liceu von den Rambles aus

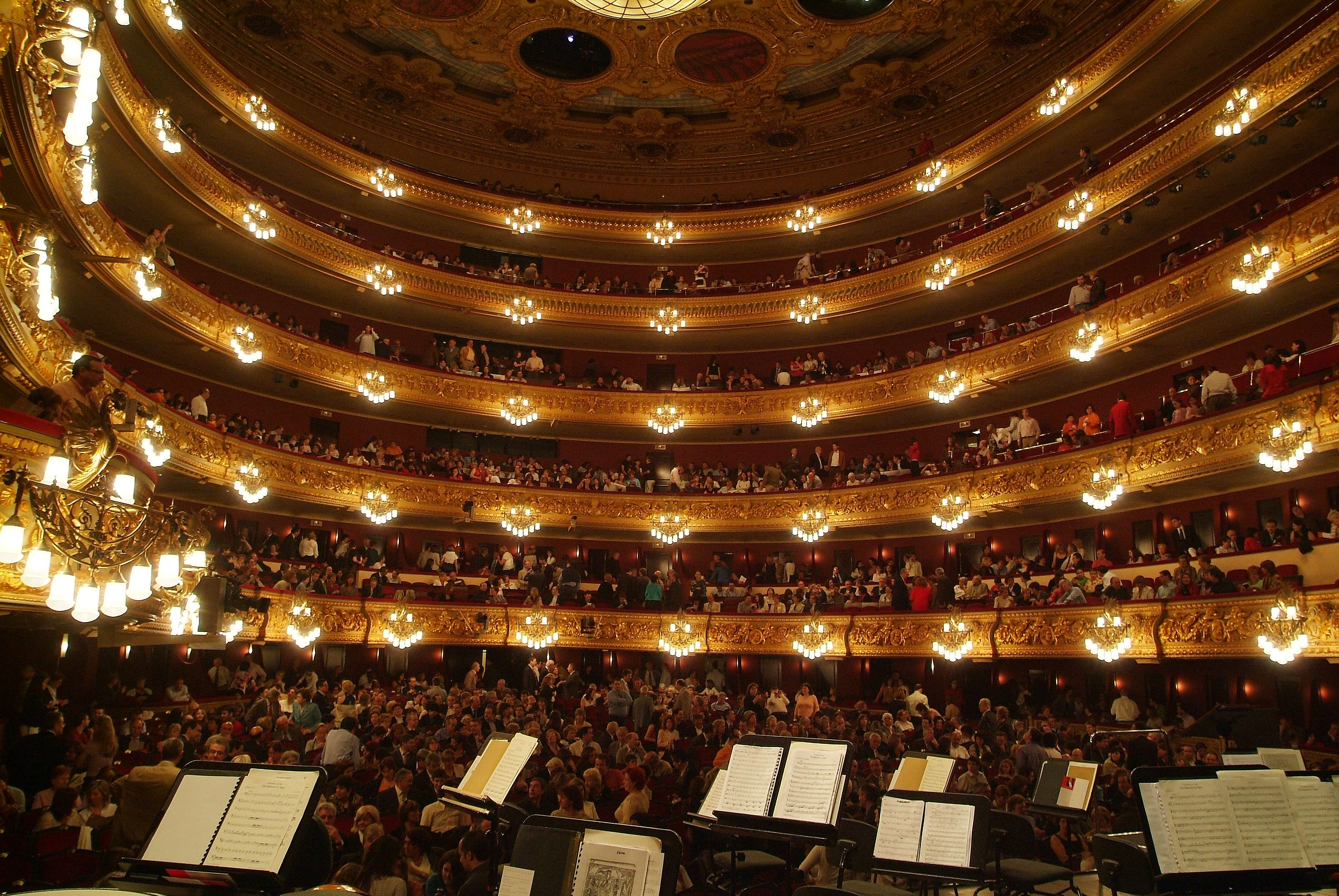
Innenansicht des Liceu nach der Rekonstruktion

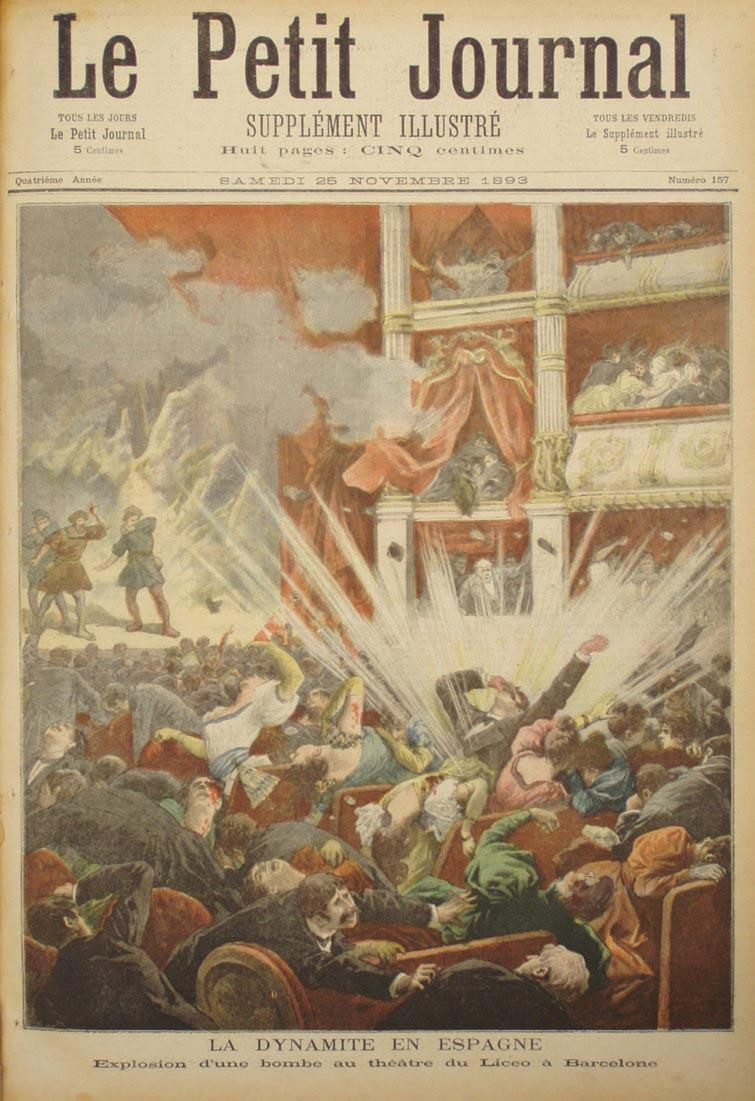
Zeitgenössische Darstellung des Attentats auf das Liceu im November 1893 in der Zeitung Le Petit Journal

Das Gran Teatre del Liceu ist das größte Opernhaus der katalanischen Hauptstadt Barcelona und steht an den Rambles im Zentrum der Stadt.
Das Opern- und Konzerthaus wurde am 4. April 1847 eröffnet.
1861 wurde das Haus durch einen Brand fast vollständig zerstört, lediglich der Eingang und der Spiegelsaal blieben erhalten.
Am 7. November 1893 verübte der Anarchist Santiago Salvador Franch im Opernhaus einen Anschlag. Er warf zwei Sprengsätze ins Publikum und tötete dabei 20 Menschen. 
Nach einem erneuten Brand am 31. Januar 1994 wurde das Haus im Jahr 1999 wiedereröffnet.

## Aufführungen
Aufführungen finden fast täglich statt. Das Repertoire umfasst die gesamte Bandbreite von klassischer Oper über Operette, Broadway-Tanz bis hin zu moderner Konzertmusik.
Der erste Direktor des Sinfonieorchesters der Oper war Marià Obiols. In der langen Geschichte des Hauses haben hier berühmte Dirigenten wie Albert Coates, Antal Doráti, Karl Elmendorff, Franco Faccio, Engelbert Humperdinck, Manuel de Falla, Alexander Konstantinowitsch Glasunow, Joseph Keilberth, Erich Kleiber, Otto Klemperer, Hans Knappertsbusch, Franz Konwitschny, Clemens Krauss, Mark Gibson, Joan Lamote de Grignon, Joan Manén, Jaume Pahissa, Ottorino Respighi, Josep Sabater, Max von Schillings, Georges Sebastian, Richard Strauss, Igor Strawinski, Hans Swarowsky, Arturo Toscanini, Antonino Votto, Bruno Walter, Gerd Albrecht, Alexander Anissimov, Richard Bonynge, Sylvain Cambreling, Paolo Carignani, Frédéric Chaslin, Franz-Paul Decker, Romano Gandolfi, García Navarro, Lamberto Gardelli, Armando Gatto, Miguel Ángel Gómez Martínez, Cristóbal Halffter, János Kulka, Peter Maag, Riccardo Muti, Woldemar Nelsson, Václav Neumann, Josep Pons, David Robertson, Antoni Ros Marbà, Julius Rudel, Pinchas Steinberg, Peter Schneider, Silvio Varviso und Sebastian Weigle gewirkt. Aktueller Musikdirektor ist seit 2012 der Katalane Josep Pons.
Auch viele bekannte Sänger wie Roberto Stagno, Rosina Storchio, Enrico Caruso, Gemma Bellincioni, Titta Ruffo, Birgit Nilsson, José Carreras, Edita Gruberová, Rolando Villazón und Nina Stemme traten hier auf.
Musicalpremiere 2014
Zum ersten Mal in der Geschichte des Opernhauses wurde am 25. Juli 2014 ein Musical aufgeführt. Das Premierenstück war „Les Misérables“. Bei der Inszenierung handelte es sich um eine Produktion der niederländischen Firma Stage Entertainment, deren spanische Tochtergesellschaft anlässlich des 28-jährigen Bühnenjubiläums des Stückes eine Tour durch mehrere Städte Spaniens veranstaltete.

## Der Wiederaufbau
Nach der zweiten Brandkatastrophe am 31. Januar 1994 wurde beschlossen, das Liceu „am selben Ort und so wie es war“ wieder aufzubauen, allerdings mit den nötigen Modernisierungen. Eine gemeinnützige Stiftung wurde gegründet, die „Fundació del Gran Teatre del Liceu“, und die private Trägergesellschaft überließ trotz innerer Widerstände einzelner Miteigentümer das Grundeigentum der öffentlichen Hand. Die Stiftung startete eine große und erfolgreiche Spendenkampagne, mit deren Hilfe die Hälfte der Rekonstruktionskosten gedeckt werden konnte.
Nach fünf Jahren „Liceu a l'exili“ an verschiedenen Spielstätten öffnete das Haus am 7. Oktober 1999 wieder seine Pforten. Auf dem Programm stand Turandot von Giacomo Puccini – das Werk, das auch am 31. Januar 1994 hätte gespielt werden sollen. Die Fassaden und der Spiegelsaal waren erhalten geblieben. Der Zuschauerraum wurde im ursprünglichen Zustand wiederhergestellt, allerdings in den Jahren 1998–1999 mit neuen Malereien des katalanischen Künstlers Perejaume ausgestattet. Bühne und Büros wurden modernisiert, ein neuer kleiner Saal wurde geschaffen, und die Pausenräume wurden erweitert. Als Architekten des Rekonstruktionsprojektes fungierten Ignasi de Solà-Morales, Xavier Fabré und Lluís Dilmé.

## Zahlen und Fakten
Der große Saal hat bei 360 m² Fläche eine Kapazität von 2.286 Plätzen in Theaterbestuhlung. Er wird auch als Bankettsaal genutzt, auf einer Fläche von 530 m² finden dann 350 bis 530 Personen Platz. Veranstaltungen finden auch im Saló dels Miralls (spanisch: Salón de los Espejos, dt.: Spiegelsalon, max. 280 Personen), im Foyer und im Vestibül statt. Seit der Wiedereröffnung 1999 verfügt das Haus über eine außergewöhnlich aufwändige Bühnentechnik, die schnelle und kosteneffiziente Wechsel der Bühnenbilder erlaubt.

## Besichtigung
Eine Besichtigung des Opernhauses außerhalb der Konzertzeiten ist möglich. Täglich werden geführte Rundgänge angeboten, diese dauern etwa eine Stunde. Ungeführte Rundgänge sind ebenso möglich.